# Rondibilis spinosula
Rondibilis spinosula es una especie de escarabajo longicornio del género Rondibilis, tribu Acanthocinini, subfamilia Lamiinae. Fue descrita científicamente por Pascoe en 1860.

## Descripción
Mide 9-11,5 milímetros de longitud.

## Distribución
Se distribuye por Indonesia y Papúa Nueva Guinea.